# Рама Варма XVI
Сер Шрі Рама Варма XVI (1858 — 21 березня 1932) — правитель Кочійського царства від 1915 до 1932 року.

## Життєпис
Рама Варма XVI успадкував владу після зречення свого попередника Рами Варма XV 1914 року. Запам'ятався будівництвом нової християнської церкви у Триссурі.